# Boudry
Boudry är en ort och kommun i kantonen Neuchâtel, Schweiz. Kommunen har 6 320 invånare (2023).
Boudry ligger ungefär 8 km sydväst om kantonen Neuchâtels huvudort Neuchâtel, vid foten av Jurabergen i nordvästra Schweiz. Kommunen omfattar även orten Areuse.